# Musée national du costume de Grand-Bassam
Pour les articles homonymes, voir Musée national du costume.
Le musée national du costume de Grand-Bassam (MNCGB) est un musée d’État situé à Grand-Bassam, en Côte d'Ivoire. Ce lieu a servi de bureaux aux gouverneurs de la Côte d'Ivoire qui s'y sont succédé entre 1893 et 1902.

## Historique
Le musée est situé dans l’ancien palais du gouverneur, premier siège de la colonie de Côte d’Ivoire. La mairie et la préfecture sont également situées dans cette parcelle. Ce lieu a été reconverti en musée par arrêté ministériel n°003 du 30 avril 1981.

### Palais du gouverneur
L’ancien palais du gouverneur est situé sur une grande parcelle limitée au sud par le boulevard Treich-Laplène et au nord par le boulevard Bonhoure. Il a servi de lieu de fonction aux quatre premiers gouverneurs de la colonie de Côte d'Ivoire: Louis Gustave Binger (1893-1896), Eugene Bertin (1896), Louis Moutet (1896-1898) et Henry Charles Roberdeau (1898-1902).

### Construction
Le palais est construit à l’aide d’élément préfabriqués livrés en avril 1893, en particulier des poutres et poutrelles métalliques, se basant sur un bâtiment préexistant datant de 1849. En 1895, le bâtiment, composé d’un soubassement de deux mètres qui sert d’entrepôt, d’un rez-de-chaussée surélevé et d’un étage, est entouré d’une véranda soutenue par des petites colonnes métalliques de quatre travées sur les façades latérales et de six travées sur les façades nord et sud. Des escaliers droits relient les étages dans l’épaisseur de la véranda qui fait le tour du bâtiment. Quelques années après sa construction, la structure métallique extérieure est enrobée de maçonnerie pour la protéger de la corrosion marine. Un nouvel escalier est alors réalisé sur la façade sud. Sur les façades longitudinales, l’axe central est marqué par une colonne, rendant impossible la mise en place d’une entrée centrale. La colonne axiale du rez-de-chaussée est donc plus tard supprimée et remplacée par une arcade centrale devant laquelle est construit l’escalier à double rampe actuel.

### Restauration
En 1900, une épidémie de fièvre jaune frappe la ville de Grand-Bassam. La capitale de la colonie est transférée à Bingerville et le palais du gouverneur tombe en désuétude. Cependant, cette bâtisse fait l'objet d'une réhabilitation en 1976 grâce à un fonds de la coopération française. Après une restauration de 1977 à 1980, le palais est reconverti en musée par arrêté ministériel le 30 avril 1981 à l’initiative du ministre de la culture et de l’information de l’époque, Bernard Dadié,. Le musée national du costume ouvre en 1980, mais n’est officialisé que par l’arrêté ministériel no 003 du 30 avril 1981. Il est ensuite contraint à fermer temporairement en 1986, 1992 et 1998 à cause de problèmes d‘entretien des collections.

### Musée actuel

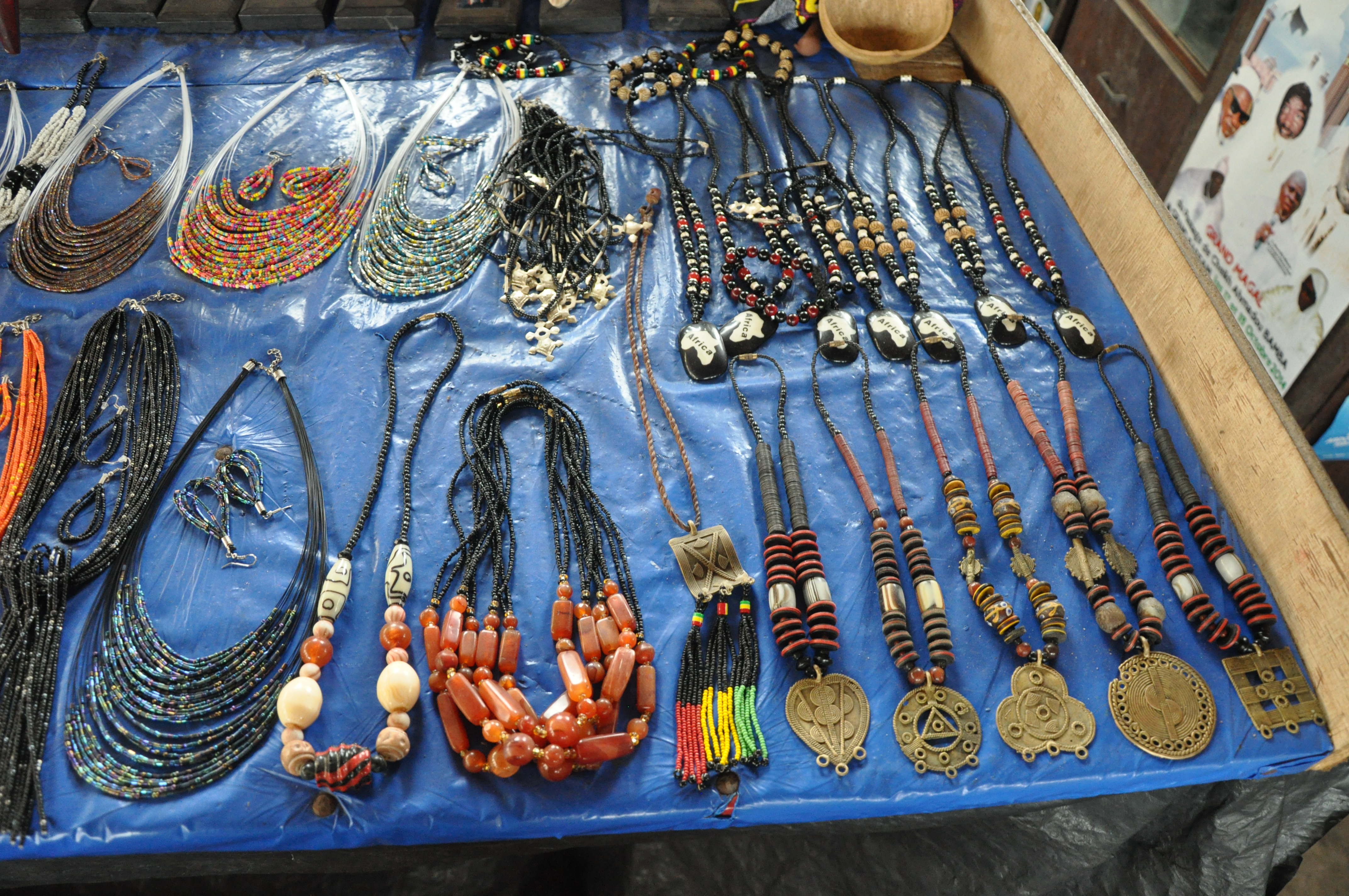
Pièce de parures traditionnelles

Le musée a rouvert ses portes en 2004, et est dirigé par Tizié Bi Koffi depuis 2010,. En 2012, il met en place une politique en faveur des expositions temporaires au détriment des expositions permanentes, afin d’accroître la durée de vie des collections. L’ancien palais du gouverneur est inscrit au patrimoine mondial de l’UNESCO en 2012 comme « patrimoine exceptionnel ». Il est membre du Conseil international des musées depuis 1987. En 2014, la fondation MTN fait un don de 18 millions de francs CFA sous forme de matériel et travaux de peinture pour faciliter la classification, le rangement et la conservation des pièces du musée, et améliorer les conditions de travail du personnel. La même année, le musée est lauréat de la compétition annuelle du Fonds de l’ambassadeur des États-Unis pour la préservation de la culture, et reçoit à ce titre un chèque de 21 millions de francs CFA (34 600 dollars américains) le 6 mai 2015.
En 2020, le musée ferme ses portes en raison de la pandémie du covid-19. Il les rouvre officiellement en août 2020 lors d'une exposition à la mémoire du styliste ivoirien Éloi Sessou.

## Collection

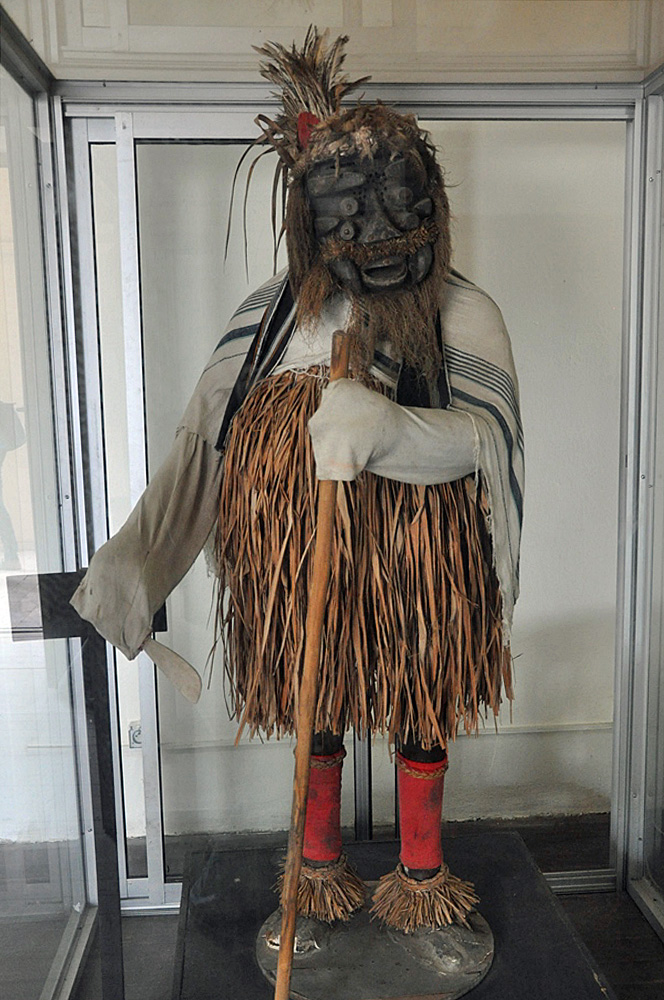
Un masque guéré exposé au musée.

Le musée s'étend sur plus de 4 000 m2 et présente plus de 1 137 objets en 2017, qui couvrent toutes les zones géographiques et culturelles de Côte d'Ivoire. La collection est constituée de costumes ivoiriens, de parures, de maquettes d’habitats traditionnels, de masques danseurs en miniature et en taille réelle, de photographies ethnologiques et coloniales, de publications et autres documents écrits.